# إدارة العلامات التجارية
تعتبر إدارة العلامات التجارية وظيفة اتصال التي تشمل عمليات تحليل وتخطيط كيفية طرح العلامة التجارية في السوق، والهدف من ذلك تقديم العلامة التجارية للجمهور والحفاظ على السمعة المنشودة لها في السوق. فضلاً عن أن تطوير علاقة جيدة مع الجمهور المستهدف هو أمر ضروري لإدارة العلامات التجارية. تتضمن العناصر الملموسة من إدارة العلامات التجارية المنتج نفسه، والمظهر والسعر والتغليف وغير ذلك. أما العناصر غير الملموسة فتشمل الخبرة التي يكتسبها المستهلك من المنتج والعلاقة التي تربطه بالعلامة التجارية. يجب أن يشرف مدير العلامة التجارية على كل هذه الأمور.

## تعريفات
عام 2001، عرّفت هيسلوب العلامة التجارية على أنها عملية إنشاء علاقة أو رابط بين المنتج وتصوّر المستهلك عاطفياً، بهدف خلق فروق بين المنافسين وزيادة ولاء العملاء للمنتج. في 2004 و2008، عرّف كل من كابفيرير وكيلر (على التوالي) العلامة التجارية على أنها تحقيق توقعات ورضا العملاء.

## نبذة تاريخية
يمكن تتبع الجذور الأولى لاستخدام العلامة التجارية إلى عصور ما قبل التاريخ. بدأت ممارستها غالبًا من خلال وضع العلامات التجارية لحيوانات المزرعة في الشرق الأوسط في العصر الحجري. توضح رسومات كهوف العصر الحجري والعصر البرونزي صورًا للمواشي الموسومة بعلامات تجارية. يصور العمل الفني الجنائزي المصري القديم حيواناتٍ موسومة بعلامات تجارية أيضًا. مع مرور الوقت، توسعت هذه الممارسة إلى وسم الأملاك الشخصية مثل الأوان الفخارية والتجهيزات، وفي نهاية المطاف وُضعت بعض أنواع العلامات التجارية أو الشعارات على السلع المخصصة للتجارة.
قبل نحو 4000 عام، بدأ المنتجون بوضع أختام حجرية بسيطة على المنتجات تحولت مع مرور الزمن إلى أختام طينية تحمل صورًا رائعة، وتُربط غالبًا مع هوية المُنتِج الشخصية فتعطي المُنتَج شخصية متفرّدة بحد ذاتها.
جادل بيفان ووينغرو في أن وسم العلامات التجارية أصبح ضروريًا بعد الثورة الحضرية في بلاد ما بين النهرين القديمة في القرن الرابع قبل الميلاد، عندما بدأت الاقتصادات واسعة النطاق إنتاج سلع بالجملة مثل المشروبات الكحولية ومستحضرات التجميل والأقمشة. فرضت هذه المجتمعات القديمة أشكالًا صارمة من مراقبة الجودة على السلع، وأرادت أيضًا نقل قيمة السلع إلى المستهلك من خلال وسم العلامات التجارية. قالت ديانا تويد إنه: «كانت وظائف التعبئة والتغليف الاستهلاكية للحماية والإدارة والاتصالات ضرورية كلما كانت تتم عمليات مناقلات للحزم». (ص 107) وبينت أيضًا أن القوارير المستخدمة في التجارة في البحر المتوسط بين عامي 1500 و500 قبل الميلاد كان لها أشكال وعلامات تجارية متنوعة جدًا، ما وفّر المعلومات للمشترين أثناء عمليات التبادل التجارية. يبدو أن تاريخ الاستخدام المنهجي لتواريخ العلامات المختومة يعود إلى القرن الرابع قبل الميلاد. كانت أشكال القوارير وعلاماتها التصويرية في مجتمع ما قبل القراءة والكتابة بمثابة علامة تجارية، إذ كانت تحمل معلومات عن المحتويات ومنطقة المنشأ حتى هوية المنتج، التي كانت تعتبر جميعها معلومات تعبّر عن جودة المنتج.
وجدت عدة دراسات بحثية أثرية أدلةً واسعةً على استخدام العلامات التجارية والتعبئة والتغليف في العصور القديمة. تعرّف الباحثون على نحو 1000 علامة خزف رومانية مختلفة تعود للإمبراطورية الرومانية، وتشير إلى أن استخدام العلامات التجارية كان ممارسةً واسعة الانتشار نسبيًا.
في بومبي (35 ميلادي)، كان أومبريسيوس سكوراس -وهو منتجٌ لصلصة السمك (تُعرف أيضًا غاروم)- يضع علامات على قواريره التي كانت تمر عبر كامل البحر المتوسط. زُينت أنماط الفسيفساء في ردهة منزله بصورٍ لقوارير عليها علامته التجارية الخاصة ومطالبات الجودة. يظهر على الفسيفساء أربعة قوارير مختلفة، كل واحدة منها في زاوية من الردهة، وتحمل وسومًا باللغة اللاتينية على الشكل التالي:
1. G(ari) F(los) SCO[m]/ SCAURI/ EX OFFI[ci]/NA SCAU/RI تُترجم على الشكل التالي: «مُستخلص غاروم، المصنوع من سمك الإسقمري البحري، منتج من سكوروس، ومن متجر سكوروس».
2. LIQU[minis]/ FLOS تُترجم كما يلي: «مُستخلص ليكوامين».
3. G[ari] F[los] SCOM[bri]/ SCAURI تُترجم كما يلي: «أفضل ليكوامين، من متجر سكوروس».

كانت صلصة سكوروس معروفةً بأنها ذات جودة عالية على امتداد البحر المتوسط وانتقلت سمعتها إلى أماكن بعيدة مثل فرنسا الحديثة. وصف كورتيس هذه الفسيفساء على أنها «إعلان.. ومثال نادر وواضح على فكرة مستوحاة من صاحب المؤسسة، بدلًا من استيحائها من الفنان نفسه».
في بومبي وبالقرب من هركولارنيوم، تُشير الأدلة الأثرية أيضًا إلى وجود برهان على استخدام العلامات التجارية والتوسيم بشكل شائع نسبيًا. على سبيل المثال، خُتمت أجرار النبيذ بأسماء مثل « Lassius» و « L. Eumachius»، التي تدل غالبًا على اسم المنتج. تشير أرغفة الخبز المُفحمة التي وُجدت في هيركولانيوم إلى أن بعض الخبّازين كانوا يضعون أختامًا على خبزهم باسم المُنتج ومعلومات أخرى من ضمنها الاستخدام والسعر والمستفيد المُستهدف. تشرح هذه العلامات حاجة العامة لمعلومات المنتجات في سوق يزداد تعقيدًا.

## العلامات التجارية العالمية
أفضل عشر علامات تجارية لعام 2017 وفقًا لمجموعة إنتربراند هي: آبل، وغوغل، ومايكروسوفت، وكوكا كولا، وأمازون، وسامسونغ، وتويوتا، وفيسبوك، ومرسيدز-بنز وآي بي إم.
أفضل عشر علامات تجارية وفقًا لإنتربراند، (حسب القيمة) لعام 2017:
| التصنيف | الشعار | العلامة التجارية | القيمة (مليون دولار) |
| 1       |        | آبل              | 185.154              |
| 2       |        | غوغل             | 141.703              |
| 3       |        | ميكروسوفت        | 79.999               |
| 4       |        | كوكا كولا        | 69.733               |
| 5       |        | أمازون           | 64.796               |
| 6       |        | سامسونغ          | 56.249               |
| 7       |        | تويوتا           | 50.291               |
| 8       |        | فيسبوك           | 48.188               |
| 9       |        | مرسيدس-بنز       | 47.829               |
| 10      |        | آي بي إم         | 46.829               |

لا يعتبر الانفصال بين خدمات الأغذية/السلع والتقنيات مسألة صدفةٍ: يعتمد القطاعان الصناعيان بشكل كبير على مبيعات المستهلك الفرد الذي يجب أن يكون قادرًا على الاعتماد على النظافة/الجودة أو الموثوقية/القيمة، على التوالي.

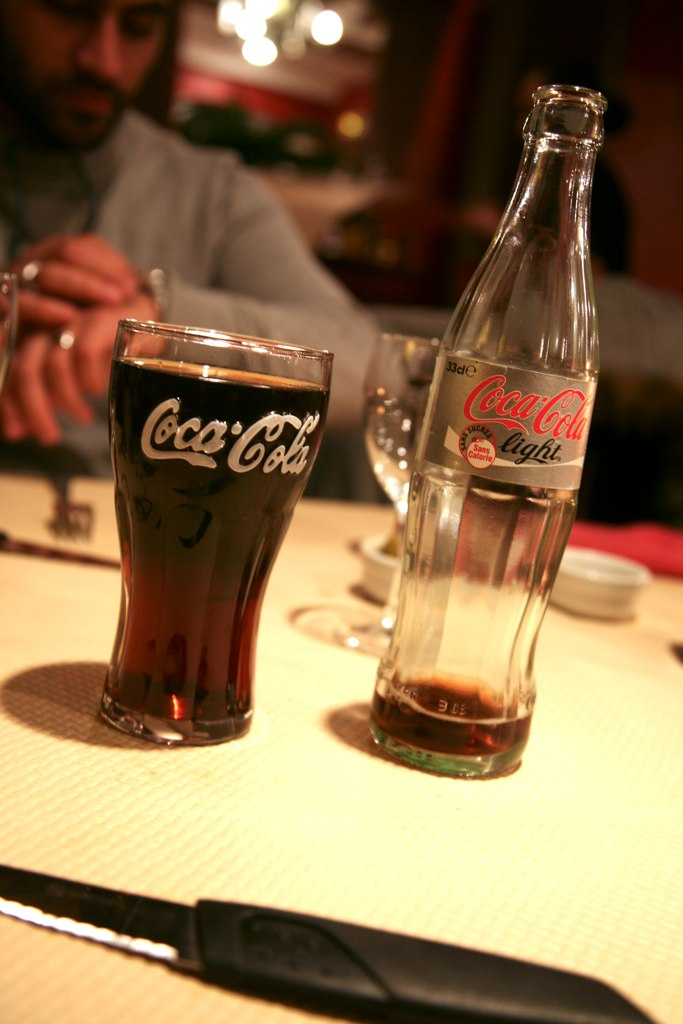
تتميز كوكا كولا بعلامتها التجارية المميزة والمعروفة عالميًا

لهذا السبب فإن صناعات مثل الزراعية منها (التي تبيع لشركات أخرى في قطاع الأغذية)، والقروض الطلابية (التي لها علاقة بالجامعات والمدارس بدلًا من طالب القروض الفردية)، والكهرباء (التي هي عمومًا سلعة يُراقَب احتكارها) يكون لها علامات تجارية أقل شهرةً وأقل انتشارًا. علاوة على ذلك، فإن قيمة العلامة التجارية ليست مقتصرةً على الشعور غير الواضح «بقبول المستهلك»، بل هي القيمة النوعية الفعلية للسلع وفق مبادئ محاسبية مقبولة عمومًا. ستدافع الدول بشكل صارم عن أسماء علاماتها التجارية، بما في ذلك الملاحقة القضائية لانتهاك العلامة التجارية. قد تختلف في بعض الأحيان العلامات التجارية عبر البلدان.
أحد أكثر العلامات التجارية انتشارًا ووضوحًا هي مخطوطة وشعار منتجات كوكا كولا. على الرغم من العديد من الاختبارات العمياء التي بينت أن نكهة الكوك ليست من النكهات المفضلة، فإن كوكا كولا تستمر في الهيمنة على قسم من سوق الكولا. تاريخ كوكا كولا مليء بالغموض لدرجة أن العديد من القصص الفولكلورية انتشرت عن العلامة التجارية، بما في ذلك الأسطورة (التي دُحضت) التي تقول أن شركة كوكاكولا اخترعت رداء سانتا كلوز ذا اللون الأحمر الذي يُستخدم للدخول إلى السوق في القليل من المناطق الرأسمالية في العالم مثل الاتحاد السوفييتي سابقًا والصين، وبعض قصص إدارة العلامة التجارية مثل أن «أول دخول لشركة كوكاكولا إلى السوق الصيني أدى إلى ترجمة العلامة التجارية على أنها «قضمة شرغوف الشمع». علم إدارة العلامة التجارية مليء بهذه القصص، بما فيها شيفروليه «نوفا» أو في الاسبانية «لا يذهب»، وتعتبر الترجمة الثقافية المناسبة مفيدة للشركات التي تدخل إلى الأسواق الجديدة.
تتقاطع إدارة العلامة التجارية الحديثة مع قضايا قانونية مثل «تعميم العلامة التجارية». تستمر شركة «إكسيروكس» في المحاربة بشدة في وسائل الإعلام في أي وقت يستخدم فيه مراسل أو كاتب آخر كلمة «إكسروكس» على أنها مرادفةُ لـ«نسخة مصورة»، وفي حال قبول أن تكون كلمة «إكسروكس» مرادفة لـ«نسخة مصورة» فقد يكون لدى منافسي شركة إكسروكس حجة كي يُسمح لهم بصنع آلات «إكسروكس» أيضًا.
حتى الآن، إلى حد ما، فإن الوصول إلى هذه المرحلة من الهيمنة هو في حد ذاته نجاحٌ لإدارة العلامة التجارية، ويتضمن تحولها إلى هذه الهيمنة الحصول على ربح كبير.

## مقالات ذات صلة
- إدارة التجربة